# Grindsted Kirke
Grindsted Kirke er en 3-skibet kirke i Grindsted. På grund af størrelsen betegnes den i folkemunde som Hedens Domkirke.

## Ældste bygningshistorie
Kirken er grundlagt i 1100-tallet som en traditionel romansk landsbykirke i kvadersten, med skib og kor. Kirken blev udvidet et par gange gennem middelalderen, senest omkring år 1500 med forlængelse af skibet mod vest og opførelsen af et våbenhus. Denne beskedne kirke svarede til den talmæssigt beskedne menighed gennem de følgende 400 år.

## Den store udvidelse
Efter år 1900 begyndte Grindsted by dog at vokse krafigt. Årsagen var, at byen blev et trafikknudepunkt for flere jernbanestrækninger, hvilket igen medførte oprettelsen af nye virksomheder i byen. Befolkningstilvæksten, samt det at egnen været igennem en indremissionsk vækkelse i slutningen af 1800-tallet, krævede, at man fik en større kirke. Efter nogle års forhandling vedtog Rigsdagen i november 1920 at give statstilskud til kirken, mens tårn, ligkapel og port skulle finansieres lokalt.
Opgaven blev overdraget arkitekten Harald Lønborg-Jensen, der fik assistance af C.M. Smidt ved restaureringen af de ældre bygningsdele. Byggeriet stod på årene 1921-23. Ved ombygningen nedrev man vestenden af skibet, der nu omdannedes til kor. Kirkens gamle kor blev adskilt fra det øvrige rum ved tilmuring af korbuen og her indrettedes sakristi. Endelig opførtes et stort nyt treskibet langhus, der har overhvælvede sideskibe og hovedskib med bjælkeloft. Det nye kor (det gamle skib) blev ligeledes overhvælvet. Mod vest opførtes et 29 meter højt tårn, der foroven afsluttes med fire gavle. Tårnet har i vestsiden et højt gotisk vindue. På tårnets sydside opførtes et nyt våbenhus, hvor den gamle våbenhusdør fra 1652 blev genanvendt. Over døren en tympanon med Kristus og to apostle, ligeledes overført fra den oprindelige kirke.

## Inventar
- Prædikestolen er i renæssancestil tegnet af Harald Lønborg-Jensen og fremstillet af Jens Jensen. Under lydhimlen, skåret af kunstsnedker Mørck, hænger en due, taget fra Løgum kloster.[2]
- Ved kortrappen er der en lysekrone med 50 lys, udført som en kopi af kunstsmed Knud Eibye.[2]
- Til højre for indgangdøren på midtergangen står Lystræet med 21 lys (2020). Skabt af Jørgen Lisborg[3] og færdigudført af bronzestøber Henrik Fischer.
- I koret står den gamle døbefont fra før renoveringen, i groft tilhugget granit med en ny fod.[2]
- I korets sydside ses to store glasmosaikker, med motiverne livets træ og skibet, fremstillet af Knud Lollesgaard i 1973.[2]
- Altertæppet (2016) er syet af en gruppe frivillige og har en helligåndsdue omkranset af solen på blå baggrund som motiv. Kunstneren er Stig Weye, som ligeledes er mester for alterbordsforsidens udsmykning (2013) og prædikestolens (2018) farverige felter.[4]
- Alteret er gyldent og blev skåret af Mørck, efter tegning af Lønborg-Jensen.[2]
- Alterkalken er udført af Didrich Hansen Buch i 1701.[2]
- Orgelet har 34 stemmer, og blev bygget af Troels Krohn i 1963.[2]
- I tårnet hænger en klokke fra 1613 og en fra 1922.[2]

I tårnet findes ligeledes et klokkespil indviet marts 2024. Det består af 61 klokker med en samlet vægt på 15.984 kg. Klokkerne er støbt af Koninklijke Eijsbouts (de) i Holland og opsat af firmaet Thubalka, Vejle. Den største af klokkerne vejer 3,3 ton og overgås i Danmark kun af den i Københavns Domkirke. 36 af klokkerne er forbundet til et computerstyret spil, der automatisk afspiller morgen-, middag- og aftenmelodier.

## Eksterne kilder og henvisninger
- Grindsted Kirke hos KortTilKirken.dk
- Grindsted Kirke i bogværket Danmarks Kirker (udg. af Nationalmuseet)

- Wikimedia Commons har flere filer relateret til Grindsted Kirke